# 桂紹龍
桂紹龍（1569年—1637年），字驤雲，號允虞，江西撫州府金谿縣人。父廷芳，号念翁。

## 生平
万历二十五年（1597年）丁酉科举人，三十五年（1607年）丁未科进士，授行人，升礼部精膳司主事、主客司员外、文选司郎中。天启二年（1622），擢福建粮储道副使，任内广开垦、严注销、预召买、立仓规、慎出入。著《闽储纪略》，成为闽储之规。五年（1625）升任福建布政使司右参政，分守福宁道。丁憂去職。崇禎元年（1658）八月，起補福建右参政兼按察司僉事管理分巡建南道事。有大盗王秋积，聚众劫掠于建瓯、崇浦间。绍龙至，即檄建阳、崇安，密授方略，擒王秋积，余党悉散。三年，擢福建按察使，四年升本省右布政使，卒于任。

## 家族
曾祖桂天祚。祖父桂叢。父桂廷芳。母李氏。具庆下。弟继龙、绳龙、缵龙、维龙。